# Gelduíno de Dampierre
Gelduíno de Dampierre ou Geloin era filho de Gervásio ou Hérivée de Châtillon e Gisele de Cambrai. Nasceu em 982 em Chatillon-sur-Marna, Champagne, França e morreu em 1030 em Dampierre, Aube, Champagne, França. Foi casado com Melsinda de Limoges de Condado de Limoges, no território da Ducado da Aquitânia. Melsinde de Limoges, nascida em 988 em Limoges, Haute, Vienne, Limousin, França.
Gelduíno foi pai de Eudes de Dampierre, Valter de Moeslain é considerado historicamente o fundador da Casa de Dampierre

## Relações familiares
Foi filho de Hérivée de Châtillon e Gisele de Cambrai e casado com Melsinda de Limoges, de quem teve:
1. Eudes de Dampierre (Champagne, Aube, 1010 -?) casado com Sybille I de Bolonha.